# Nepolnopomenska beseda
Nepolnopomenske besede so besede, ki ne poimenujejo neposredno predmetnosti, ki nas obdaja, marveč označujejo razmerja med deli povedi ali povedmi samimi. Mednje sodijo naslednje besedne vrste: predlog, veznik, členek in medmet. Slednji izražajo čustvena razmerja.
Prvin predmetnosti  pogosto ne poimenujemo, temveč nanje le kažemo in zato govorimo o kazalnih besedah (npr. tukaj namesto doma, njen namesto tetin). Le-teh naslovnik pogosto ne razume, zato jih moramo zamenjati s polnopomenskimi (predmetnopomenskimi) besedami (npr.:
- A: ˝Takrat sem jo s tem tako presenetil.˝,
- B: ˝Kdaj takrat? Koga jo? S čim s tem? Kako tako?˝,
- A: ˝Za rojstni dan sem Mojco presenetil z najnovejšo zgoščenko skupine AŽ, da še dolgo ni prišla do sape.˝).